# ブラックアダム (映画)
『ブラックアダム』（Black Adam）は、DCコミックスのヴィラン「ブラックアダム」をベースとする、2022年公開のアメリカ合衆国のスーパーヒーロー映画。監督はジャウム・コレット＝セラ、脚本はアダム・スティキエル、ロリー・ヘインズ・ソーラブ・ノシルヴァーニが務め、ドウェイン・ジョンソン、サラ・シャヒ、ノア・センティネオ、オルディス・ホッジらが出演する。「DCエクステンデッド・ユニバース」（DCEU）の11作目の作品。

## あらすじ
紀元前2600年。カーンダック国はアクトン王に支配され、人々はエタニウムという魔法の鉱石を掘り出すための奴隷とされた。アクトン王はエタニウムを原料に、悪魔サバックの魔力の源である“サバックの王冠”を作り、無敵の大王になろうとしていた。魔術師評議会は正義の心を持つ少年を選び、人々を救う勇者とした。勇者は大王に勝ち、“サバックの王冠”は隠されて、勇者は姿を消した。
5000年後の現代。カーンダック国は侵略者インターギャングに占領されていた、自由を求めて活動するアドリアナは指名手配犯だが、文献を調べて“サバックの王冠”の隠し場所を突き止めた。弟や仲間の手を借りて洞窟で王冠を発見するアドリアナ。しかし、そこにインターギャングの軍隊が現れた。仲間の一人のイシュマエルが敵のスパイだったのだ。追い詰められたアドリアナが敷石に刻まれた呪文を唱えると、封じられていた古代の勇者が復活した。
空を飛び電撃を放って敵を殲滅させ、傷ついても超能力で回復する勇者。アドリアナの息子アモンは、「人々を救う勇者。現代の市民たちも待ち望む、テス・アダムが蘇った！」と讃えた。しかし、ヒーローではないと否定するテス・アダム。
正義の組織JSAは、超人が殺人を犯したとの報を受け、テス・アダムを捕獲するためにホークらスーパーヒーローをカーンダック国に派遣した。ヒーローたちと互角以上の力で戦うテス・アダム。だが、町の人々が伝説の勇者の復活を讃えると、テス・アダムは戦いの場から逃げるように飛び去ってしまった。
正しい歴史書の内容をアドリアナに話すホークたち。5000年前に力を得たテス・アダムはアクトン王を殺した。しかし、怒りに我を忘れたテス・アダムは、力を爆発させて町を破壊し多くの市民を殺したのだ。
アドリアナが隠し持っている“サバックの王冠”を奪うために、息子のアモンを誘拐するイシュマエル。アクトン王の末裔であるイシュマエルは、王冠を被ることで無敵の大王に変身できるのだ。テス・アダムは間一髪でイシュマエルを殺し、変身を阻止した。
5000年前の真実をホークに話すテス・アダム。勇者の力を得て人々のために戦ったのは、テス・アダムの息子のフルートだった。アクトン王は報復にフルートの家族を殺した。虫の息だった父親に勇者の力を移すことで蘇生させるフルート。だが、生身に戻ったフルートは兵士に射殺されたのだった。現代の世での殺戮に疲れたテス・アダムは、勇者の力を解く呪文「シャザム」を唱えて生身に戻り、JSAの秘密基地で仮死状態の眠りについた。
実はイシュマエルが変身するためには死ぬことが必須条件だった。テス・アダムに殺されたイシュマエルの魂は悪魔の住む“終末の岩”に運ばれ、悪魔サバックとして復活した。ヒーローの一人であるドクター・フェイトは死を覚悟してサバックと戦いながら、テレパシーでテス・アダムに呼びかけた。その声に応えて目覚めたテス・アダムは復活し、ホークと共にサバックを倒して、ヒーロー“ブラック・アダム”として生きる道を選んだ。

## 登場人物・キャスト
テス・アダム / ブラックアダム
演 - ドウェイン・ジョンソン、日本語吹替 - 楠大典
5000年前に投獄されたカーンダックのアンチヒーロー。愛する者を殺された後、息子であるフルートから死の直前に魔術師シャザムより授かった様々なエジプトの神々の力を手にして最強の半神となるが、その力を復讐のために振るいそれを果たす。後に魔術師達に封印されるが、現代でアドリアナが遺跡にて復活の呪文を唱えたことで5000年の時を経て復活を遂げ、破壊神として動き出す。彼の力の源となる神々は、シャザムとは違いエジプト神話の神々の力となっている。「シュー（Shu）の体力、ホルス（Horus）のスピードと飛行能力、アモン（Amen）の剛力、ゼフティ（Zehuti）の知識、アトン（Aton）の雷、メヘン（Mehen）の勇気」を持っており、シャザムと同じく「シャザム！」と唱えればその力が身に宿る。なお演じたジョンソンはコレット＝セラ監督とは『ジャングル・クルーズ』に続き二度目のタッグである。
アドリアナ・トマズ
演 - サラ・シャヒ、日本語吹替 - 坂本真綾
カーンダックの大学教授でありファイター。
アモン・トマズ
演 - ボディ・サボンギ、日本語吹替 - 山崎智史
アドリアナの息子。
演じるボディ・サボンギは、過去に『レジェンド・オブ・トゥモロー』でザリ・アドリアナ・トマズの弟であるベヘラド・トマズも演じている。なお、アモン・トマズはコミックスではアドリアナ・トマズの弟である。
カリーム
演 - モハメド・アメル、日本語吹替 - 島田岳洋
アドリアナの弟。
フルート / テス・アダム
演 - ジャロン・クリスチャン、ウリ・ラトゥケフ
アダムの息子。魔術師シャザムに勇者へと選ばれるが、父に力を託した後、自らの命と引き換えに守り絶命してしまう。

### ジャスティス・ソサエティ・オブ・アメリカ
政府組織 A.R.G.U.S.のトップにして米国政府の高官であるアマンダ・ウォラー直属のスーパーヒーローチーム。
カーター・ホール / ホークマン
演 - オルディス・ホッジ、日本語吹替 - 杉村憲司
ジャスティス・ソサエティ・オブ・アメリカのリーダー。高い怪力・耐久力・回復能力・飛行能力を有し、金属製の翼が付いているアーマーを装着し、ブラックアダムと対峙する。
ケント・ネルソン / ドクター・フェイト
演 - ピアース・ブロスナン、日本語吹替 - 田中秀幸
魔術を学び、未来を見透せる力を秘めた魔法の運命のヘルメットを与えられた魔術師にして考古学者の息子であり、ジャスティス・ソサエティ・オブ・アメリカの最古のメンバー。
アルバート・“アル”・ロススタイン / アトム・スマッシャー
演 - ノア・センティネオ、日本語吹替 - 榎木淳弥
ジャスティス・ソサエティ・オブ・アメリカの新メンバーで、分子構造を制御し自らの大きさと強さを操作することが出来る能力を持つ。
マクシーン・ハンケル / サイクロン
演 - クインテッサ・スウィンデル、日本語吹替 - 内田真礼
邪悪な科学者の人体実験によって風をコントロールしたり、音波を出すことが出来る能力を持つようになった、ジャスティス・ソサエティ・オブ・アメリカの新メンバー。アビゲイル・“マー”・ハンケル / レッド・トルネードの孫娘。

### その他登場人物
イシュマエル・グレゴール / サバック
演 - マーワン・ケンザリ、日本語吹替 - 加瀬康之
カーンダックを支配している組織；インターギャングのリーダー。ある悪魔の力をその身に宿す“サバックの王冠”を探しており、ブラックアダムとジャスティス・ソサエティ・オブ・アメリカと対峙する。
アマンダ・ウォラー
演 - ヴィオラ・デイヴィス、日本語吹替 - 上村典子
政府組織 A.R.G.U.S.のトップにして、スーサイド・スクワッドに命令を与える米国政府の高官。
エミリア・ハーコート
演 - ジェニファー・ホランド、日本語吹替 - 水樹奈々
ウォラーの部下。
サミール
演 - ジェームズ・クサティ＝モイヤー、日本語吹替 - 小西克幸
アドリアナとカリームの同僚。
アル・プラット
演 - ヘンリー・ウィンクラー、日本語吹替 - 高桑満
アルバートの叔父にして、初代アトム・スマッシャー。
魔術師シャザム
演 - ジャイモン・フンスー、日本語吹替 - なし
テス・アダムの息子であるフルートを勇者に選んだ古代の魔術師。後に、ビリー・バットソン / シャザムにも力を与える。
クラーク・ケント / スーパーマン
演 - ヘンリー・カヴィル（ノンクレジット）、日本語吹替 - 星野貴紀
クリプトン星の滅亡から生き延び地球へ飛来、カンザス州で育ったクリプトン人にして、ジャスティス・リーグのメンバー。ミッドクレジットシーンに登場し、ブラックアダムと対話しようとする。

## 製作

### 企画
2000年代初頭、ニュー・ライン・シネマが、DCコミック『キャプテン・マーベル』を原作に、映画『シャザム！』を計画した。法的な問題からキャプテン・マーベルという名称が使えず、このタイトルはヒーローに力を与える魔法使いシャザムに由来する。
2006年4月、監督をピーター・シーガル、主演をドウェイン・ジョンソンにオファー。
ジョンソンは、2007年11月までに、敵役ブラックアダムにも惹かれ、そっちを演じる可能性に触れてファンから好反応を得た。
開発はいったん2009年1月までに頓挫したが、2014年4月までに再開。ニュー・ラインの親会社ワーナー・ブラザーズとDCが、スーパーヒーロー映画シリーズの計画を始めたのだ。シェアード・ユニバースによるDCエクステンデッド・ユニバース（DCEU）である。
2014年8月、ジョンソンは、この映画とはまだつながっているが、キャプテン・マーベルかブラックアダムか決めかねていると述べた。1ヶ月後、ジョンソンはブラックアダムを選んだと発表。前金2250万ドルを受け取った。
2017年1月、スタジオ上層部は、ジョンソンほどの俳優を主役ではなく悪役や脇役として起用することに難色を示した。そこでジョンソンとDCのジェフ・ジョーンズが協議し、プロジェクトを２作に分割することになった。キャプテン・マーベル（シャザム）が主役の『シャザム！』（2019）と、ジョンソンがアンチヒーローとして主演する『ブラックアダム』である。ジョーンズは、この２大キャラクターはいずれスクリーンで共演するであろうと述べつつ、7月、『シャザム！』にジョンソンは出ないと請け合った。とはいえ、同作では魔法使いシャザムが召喚したブラックアダムのホログラムにジョンソンの肖像が使われている。
2017年10月、『ブラックアダム』の脚本にアダム・スティキエルが起用された。ジョンソンは、セブン・バックス・プロダクションのダニー＆ハイラム・ガルシア、フリン・ピクチャーのボー・フリンとともに、プロデューサーも務めることになった。
この時点の計画では、『スーサイド・スクワッド』（2016）の続編で、ジョンソン演じるブラックアダムが初お目見えする予定だった。脚本はギャヴィン・オコナーで、かつ監督候補。スーサイド・スクワッドの面々が大量破壊兵器を追う過程でブラックアダムをチラ出しする手はずだったが、2018年、オコナーが降板して立ち消えになった。
2018年4月、初稿が完成。2019年クランクインかとジョンソン。8月末、第２稿が上がり、脚本改訂が進められた。
ハイラム・ガルシアは、シャザムとブラックアダムが単独映画になったことで、それぞれ最高の舞台が与えられ、ブラックアダムは「ボーイスカウト的ヒーローどころか、『オレに逆らう？　いいぜ、首をハネてやる！』みたいなノリ」で容赦なく描くと述べた。
12月、ジョンソンは、『ジュマンジ／ネクスト・レベル』（2019）と『レッド・ノーティス』（2021）がらみで、撮影は早くとも2019年末スタートと述べた。
『シャザム！』がヒットし、『ブラックアダム』はニューラインにとって優先事項となった。
2019年6月までに、『ジャングル・クルーズ』（2021）のジャウム・コレット＝セラ監督に白羽の矢が立てられた。ジョンソンが同作に感銘を受けたからである。コレット＝セラは、「ブラックアダムはスーパーヒーロー版ダーティハリー」「アドベンチャー・コメディの『ジャングル・クルーズ』とは対照的な、ダークなジョンソンを披露する」と述べた。
同年10月、2020年7月クランクイン、2021年12月22日公開予定とジョンソンが発表。また、シャザムは登場しないものの、ジャスティス・ソサエティ・オブ・アメリカ（JSA）の面々を初登場させると明かした。

### 製作準備
2020年4月中旬、ジョンソンはコロナ禍により撮影が遅れ、8月か9月に開始予定と述べた。
7月までには、2021年初頭にジョージア州アトランタでクランクイン予定になり、アトム・スマッシャー役にノア・センティネオがキャスティングされた。ジョンソンは8月のバーチャルDCファンドームイベントで、映画版のJSAにはアトム・スマッシャーに加えてホークマン、ドクター・フェイト、サイクロンも含まれると明かした。一員のはずのホークガールは、諸般の事情でサイクロンに差し替わったとのことだった。
ロリー・ヘインズとソーラブ・ノシルヴァニが9月までに新稿を書き上げ、ホークマン役にオルディス・ホッジがキャスティングされた。コレット＝セラは、ダーティハリーを引き合いに出し、「体制が腐って犯罪者がはびこったとき、小事を切り捨てて大事をなす警官が必要になった。ブラックアダムもそれに近い。世界が不公平に傾いたとき、それを是正できるのはルールを破れる人だ」と語った。ジョンソンは「ブラックアダムのブラックとは、彼の魂のことだ」と述べ、その世界観を「近視眼的」と表現し、アダムの世界には「自分を疑う余地はない。他人に耳を貸す余地もない。ただあるのは、自分の行為を正当化する余地だけ。押して押して押しまくる。他の道は見えない。白か黒かの世界だ」と付け加えた。
10月、コロナ禍のためワーナー・ブラザーズが以降の公開スケジュールを見直し、ブラックアダムは公開日未定となった。
10月後半、サラ・シャヒがアドリアナ・トマズ役で参加。12月、クインテッサ・スウィンデルがサイクロン役として、2021年2月にはマーワン・ケンザリが加わった。4月クランクイン予定となり、3月中旬までにセットの建て込みが開始された。3月末、ピアース・ブロスナンがケント・ネルソン／ドクター・フェイト役に決定し、公開日は改めて2022年7月29日とされた。
4月には、ジェームズ・カサティ・モイヤー、ボディ・サボンギ、モ・アメル、ウリ・ラトゥケフが役名未公表でキャストに加わった。ラトゥケフは以前、ジョンソンと『ヤング・ロック』シリーズで共演しており、サボンギのキャラクターは原作コミックでキーとなる役どころと表現された。
ミッドクレジットシーンでは、ヘンリー・カヴィルが『ジャスティス・リーグ』（2017）以来となるスーパーマンを演じている。
ジョンソンは、カヴィルの再起用に寄与したのは、自分と、ダニー・ガルシア、ハイラム・ガルシアだったと述べた。当初ジョンソンがDCフィルムズのウォルター・ハマダ社長にこのプランを提案したところ、別のスーパーマンプロジェクトを考え中とのことで却下されたという。

### 製作
当初2020年7月クランクイン予定だったが、コロナ禍のため延期され、2021年4月10日にジョージア州アトランタのトリリス・スタジオで撮入。『ジョーカー』（2019）のローレンス・シャーが撮影監督を務めた。
2021年6月20日、ジョンソンは残りの撮影はあと3週間と述べ、7月15日に自身のクランクアップを発表。ロサンゼルスに場を移してジョンソン以外の撮影が数週間続き、8月15日までに全体が撮了した。
ミッドクレジットシーンは抜き撮りで、リテークおよび追撮の日の最後にジョンソンを撮影、スーパーマンのブロックは顔を隠して吹替で撮影した。ローレンス・シャーによれば、このバージョンをテストスクリーニングに入れたところ手応えがあり、カヴィル起用の後押しになったとのことである。ジョンソンはワーナー・ブラザース・モーション・ピクチャー・グループの共同会長マイケル・デ・ルカとパメラ・アブディに働きかけ、カヴィル起用の承認を得た。このシーンの最終バージョンがロンドンでリモート撮影されたのは2022年9月、映画のプレミア上映の1ヶ月前のことだった。

### 編集
DCEU映画『ワンダーウーマン』（2017）に続き、ビル・ウェステンホファーがVFXスーパーバイザーを務めた。編集はジョン・リーとマイケル・L・セール。VFXには、Wētā FX、UPP、スキャンラインVFX、デジタル・ドメイン、DNEG、ロデオFX、Lola VFX、Cantina Creative、ティペット・スタジオ、EDI Effetti Digitali Italiani などが参加。WētāはフルCGのショットを多数含む終盤の戦闘シーンを担当した。
2022年3月、VFX作業にもコロナ禍の影響が及んだため、ワーナー・ブラザーズは『ブラックアダム』を2022年10月21日公開に延期、『ザ・フラッシュ』と『アクアマン／失われた王国』を2022年後半から2023年に変更した。また、『ブラックアダム』の作業が遅れたのは、トリリス・スタジオがほとんど『ガーディアンズ・オブ・ギャラクシー:VOLUME 3』（2023）に占拠され、2022年2月に予定されていた再撮影を延期せざるをえなかったせいとも報じられている。ガーディアンズ・オブ・ギャラクシーが終わった5月上旬、『ブラックアダム』の再撮影が始まり、翌月上旬に終了。ゴーサイン時点での予算は1億9000万ドルだったが、再撮影により最終的なコストは2億6000万ドルに膨れ上がった。コレット=セラは、2022年7月までに作業を完了してピクチャーロックすると確約した。
最終的な脚本クレジットはスティキエル、ヘインズ、ノシルヴァニに与えられ、『アクアマン』（2018）も書いたデイヴィッド・レスリー・ジョンソン＝マクゴールドリックは追加原稿クレジットになった。
2022年10月、ジャイモン・フンスーとジェニファー・ホランドが魔法使いシャザムとエミリア・ハーコート役を再演することが明らかになった。前者は『シャザム！』（2019）、後者は『スーサイド・スクワッド』（2021）および『ピースメーカー』第1シーズン以来である。
本作は当初、いくつかの残酷シーンのためにR指定を受け、PG-13指定に下げてもらうのに大量カットを余儀なくされた。

## 公開
2021年に1度延期が決まり、2022年7月29日にアメリカ合衆国で公開される。当初本映画はR指定（17歳以下は保護者同伴が必要）作品となっていたが、製作サイドがモーション・ピクチャー・アソシエーション（MPA）に4回も再審査を要請した結果、PG-13（13歳以下が鑑賞する際に保護者への注意を喚起する）作品に引き下げられた。
日本では2022年12月2日に公開。

## 作品の評価

### 映画批評家によるレビュー
バラエティ誌のＪ・キム・マーフィーは、批評家は概して「同じことの繰り返しがつづき娯楽性に欠ける」と感じたと指摘。
ロッテン・トマトでは、レビュー307件、支持率39%、平均評価5.1/10。このサイトの批評は総じて「DC映画の未来への道を示すかもしれないが、作品単体はがっかり」というものだった。Metacriticでは52人がレビューし、100点満点中41点。公開週末にCinemaScoreが実施した観客投票では、A+からFの評価基準で「B+」。PostTrakの観客は5つ星のうち4つ。
ロサンゼルス・タイムズ／ケイティ・ウォルシュ：「監督がヒーロー。がんばってテンポよく楽しめる映画に仕立てた」
コンシークエンス紙／リズ・シャノン・ミラー：（Ｂグレード）「ストーリー面は物足りないが、愉快なシーンも多々あり、ジョンソンの脇もしっかり。しかし最もエキサイティングなのは、本作がシリーズの今後を揺るがしそうなところ」
エンパイア誌／ヘレン・オハラ：（5点満点中3点）「DC大統一理論をお出し。殺人鬼主人公＋ファミリー映画のお約束のミックスでとっちらかったものの、総じて面白い」
デッドライン・ハリウッド／トッド・マッカーシー：ジョンソンの演技とアクションシーンを称賛し、「2時間にわたって視覚的なスペクタクルのつるべ打ち。全エフェクトがハイレベルで、これが標準かとすら思えてくる始末。監督は細心の注意を払ってスターをドラマチックに輝かせている」
ニューヨーク・タイムズ／マヤ・フィリップス：「退屈で覇気なし。アンチヒーローのフリをしつつ、ヒーロー映画のお約束のオンパレード」
スクリーン・ラント／レイチェル・ラボンテ：（5点満点中2.5点）「ひたすら繰り返しのストーリー、薄っぺらいキャラクター。魅力はジョンソンの演技と未来への希望だけ」
ザ・ラップ／アロンソ・デュラルデ：「詰め込み過多の誕生編。陳腐なCGと速すぎ編集の合わせ技で、大手スタジオのヒーローもの最大級のぐちゃぐちゃビジュアル」

### 興行収入
米国とカナダで1億6,820万ドル、その他の地域で2億2,510万ドルを上げ、世界興収は計3億9,330万ドルとなった。
米国とカナダでは『チケット・トゥ・パラダイス』や『イニシェリン島の精霊』と同時期に公開され、オープニング週末に4,402スクリーン／800万～6,800万ドルの興行収入が見込まれていた。公開初日に2,670万ドルを稼ぎ（木曜夜の先行上映760万ドル含む）、『シャザム！』の初日2,040万ドルを上回った。週末興行は6,700万ドルとなり、ジョンソンの主演歴で最高を記録、興収ランキングでも1位となった。10月のオープニング週末興行としては過去5番目に高い興収だった。2週目の週末は59%減の2,750万ドルとなったが、ランキング首位を維持。3週目の週末は33%減の1,830万ドル、4週目は56%減の810万ドルとなり、『ブラックパンサー／ワカンダ フォーエバー』に首位の座を奪われた。
米国とカナダ以外では、公開5日間で76か国から7,590万ドルを叩き出した。コロナ期のワーナー・ブラザーズ作品のオープニング記録としては、ラテンアメリカでは3番目に高い。マレーシア(220万ドル)、インドネシア(290万ドル)、フィリピン(100万ドル)は最高。台湾(200万ドル)は2022年のワーナー作品で最大、ジョンソンの主演歴で2番目。ブラジル（490万ドル）は2番目に高い。インド（350万ドル）はワーナー作品史上5番目に高いオープニング。
2週目の興収は3900万ドル＝45%減、3週目は2620万ドル＝34%減。4週目は930万ドル＝63%減。
日本では、338スクリーンでオープニング週末興収120万ドル。ジョンソン主演作品では『カリフォルニア・ダウン』（2015）を159%、『スカイスクレイパー』（2018）を88%上回った。
いくつかの出版物は大コケと評した。
ハリウッド・レポーターは、「二次収入を足してもリクープするかどうか」と述べている。バラエティ誌は、損益分岐点6億ドルに対して5000万～1億ドルの損失と見積もった。ワーナー・ブラザースはこの主張に反論し、当初の損益分岐点は4億5000万ドルだったが、家庭用メディアからの二次収入の増加とマーケティング費用の低さによりリクープラインが下がったと述べた。
デッドライン・ハリウッドは、ジョンソンのSNSアカウントが大量のマーケティングを担当したこともあり、推定マーケティング予算が8000万～1億ドルと少額であること、PVODとストリーミングからの二次収入が増加したこと、興収の配分を受けとるキャストがいないことから、5200万～7200万ドルの最終利益を上げると見積もった。デジタルメディアのパックによると、ワーナーの幹部数名は、ジョンソンとそのチームがデッドライン・ハリウッドに、マーケティング予算、ゲタを履かせたホームエンターテインメント収益、不正確な金利など、数字のあやしい財務諸表を漏らしたのではないかと疑ったとのことである。